# لوكستيدين
لوكستيدين loxtidine حاليا أصبح اسمه لافولتيدين Lavoltidine له فعالية كبيرة وانتقائية كبيرة كمضاهئ لمستقبلات H2، وهو لايزال تحت التطوير ليستخدم كعلاج في أمراض الارتداد المعدي المريئي لكن تم إيقاف العمل على ذلك بسبب اكتشاف أنه يسبب أورام سرطانية معدية عند القوارض.

## الآثار الضائرة
مضادات الحموضة كاللوكستيدين بتثبيطها للحمض المتواسط لتحطيم البروتينات، يؤدي إلى زيادة خطر التحسس من الأطعمة والأدوية. وهذا يحدث بسبب البروتينات غير المهضومة التي تعبر إلى السبيل المعدي المعوي وبالتالي حدوث التحسس.
من غير المعروف بعد فيما إذا كانت تلك الآثار الضائرة تحث مع الاستخدام المطول وحسب أم مع الاستخدام القصير أيضا.

## المصدر
- موسوعة العلوم العربية

1. ↑  loxtidine، معهد المعلوماتية الحيوية الأوروبي، QID:Q902623
2. ↑  LAVOLTIDINE، QID:Q6120337
3. ↑  Loxtidine (بالإنجليزية), QID:Q278487
4. ↑  Washington, Neena (1991). Antacids and anti-reflux agents. Boca Raton: CRC Press. مؤرشف من الأصل في 2020-03-14. {{استشهاد بكتاب}}: الوسيط غير المعروف |الرقم المعياري= تم تجاهله يقترح استخدام |ردمك= (مساعدة)
5. ↑  Dictionary of organic compounds. London: Chapman & Hall. 1996. مؤرشف من الأصل في 2020-03-14. {{استشهاد بكتاب}}: الوسيط غير المعروف |الرقم المعياري= تم تجاهله يقترح استخدام |ردمك= (مساعدة)